# Замбезия (филм)
Вижте пояснителната страница за други значения на Замбезия.
„Замбезия“ (на английски: Zambezia) е южноафрикански анимационен филм от 2012 година на режисьора Уейн Торнлей.

## Актьорски състав
- Джереми Суарес – Кей
- Абигейл Бреслин – Зои
- Джеф Голдблум – Аякс
- Самюъл Джаксън – Тендай
- Ленърд Нимой – Секхуру
- Дженифър Люис – Гого
- Джим Камингс – Будзо
- Джамал Миксон – Ези
- Ричард Грант – Сесил
- Давид Шаугнеси – Мортон
- Франк Уелкър – Сил
- Нюрин ДеУлф – Пави
- Таня Гунади – Тини
- Дип Рой – Мушана
- Корей Бартон – Невил
- Трис МакНил – съпруга на Невил
- Кристън Ратхерфорд – клюкарка
- Том Кени – Марабу

## Номинации
- 2012 г., Ани Ауордс, в категория „Музика“ за анимация, за Брус Ретиеф[2]
- 2012 г., Ани Ауордс, в категория „Актьорска игра“ в анимация, за Джим Камингс[2]